# Joanne Baron
Joanne Baron (3 februari 1953, New Haven (Connecticut)) is een Amerikaans actrice en filmproducente.

## Biografie
Baron werd geboren in New Haven (Connecticut) maar groeide op in Providence (Rhode Island), waar zij de high school doorliep aan de Pawtucket High School. Zij werd aangenomen aan de universiteit van Connecticut in Storrs maar besloot toch om zich te richten op het acteren en werd actrice en ging naar New York, hier trad zij op op Broadway in het toneelstuk Let My People Come. Zij heeft ook samen opgetreden met Cissy Houston, de moeder van Whitney Houston.
Baron is sinds de jaren negentig met haar echtgenoot (getrouwd in 1985) mede eigenaar van The Joan Baron / DW Brown Studio in Santa Monica (Californië).

## Filmografie

### Films
Selectie:
- 2022 Halloween Ends - als Joan
- 2012 This Is 40 – als adjunct directrice Laviati
- 2009 Drag Me to Hell – als secretaresse van mr. Jack
- 2007 While the Children Sleep – als Mel Olson
- 2007 Nancy Drew – als klant
- 2006 Material Girls – als Gretchen
- 2004 Spider-Man 2 – als sceptische wetenschapper
- 2004 The Prince and Me – als Margueritte
- 1996 The Dentist – als mrs. Saunders
- 1994 Threesome – als vrouw
- 1992 Crazy in Love – als Mona Tuckman
- 1992 Universal Soldier – als Brenda de serveerster
- 1991 All I Want for Christmas – als verkoopster
- 1987 Someone to Watch Over Me – als Helen Greening
- 1985 Real Genius – als mrs. Taylor
- 1983 Valley Girl – als lerares
- 1981 C.O.D. – als Rosalie

### Televisieseries
Uitgezonderd eenmalige gastrollen.
- 2023 The Lincoln Lawyer - als Margo Schafer - 2 afl.
- 2019 Total Eclipse - als ms. Reardon - 9 afl.
- 2013 - 2019 Law & Order: Special Victims Unit - als counselor Diane Schwartz - 4 afl.
- 2018 Bad Escorts - als mrs. Worthington - 3 afl.
- 1999 Veronica's Closet – als Brenda – 2 afl.
- 1987 – 1988 Sledge Hammer! – als Wanda Hobbs – 2 afl.

### Filmproducente
- 2003 Profoundly Normal - film
- 2003 Intoxicating – film
- 2001 Burning Down the House – film
- 2001 Perfume – film
- 2001 Brooklyn Babylon – film
- 1997 Allie & Me – film
- 1996 One Clean Move – korte film